# Gea eff
Gea eff är en spindelart som beskrevs av Claude Lévi 1983. Gea eff ingår i släktet Gea och familjen hjulspindlar. Inga underarter finns listade i Catalogue of Life.